# Christian Wilhelm Heinrich Stürenburg
Christian Wilhelm Heinrich Stürenburg (* 17. September 1798 in Esens; † 2. November 1866 in Aurich) war ein deutscher Jurist und Politiker.

## Leben
Als Sohn eines Justizkommissars geboren, ging Stürenburg auf das Gymnasium in Jever. Im Anschluss studierte er Rechtswissenschaften in Halle und Göttingen. Während seines Studiums wurde er 1819 Mitglied des Corps Frisia Göttingen.
Er wurde 1821 Advokat und 1823 Notar in Friedeburg. 1831 ging er nach Aurich. 1852 war er als Obergerichtsanwalt tätig.
1835 wurde er Abgeordneter der Zweiten Kammer der Hannoverschen Ständeversammlung.